# Ctenotus spaldingi
Ctenotus spaldingi este o specie de șopârle din genul Ctenotus, familia Scincidae, descrisă de Macleay 1877. Conform Catalogue of Life specia Ctenotus spaldingi nu are subspecii cunoscute.